# Investidura de los dioses

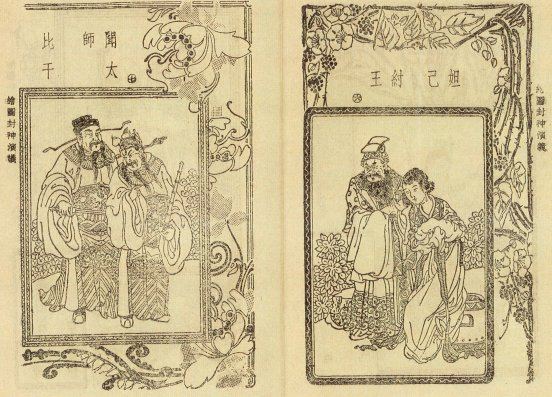
Ilustraciones de Fengshen Yanyi. Izquierda:Bi Gan y Wen Zhong; Derecha: el rey Zhou y Daji.

Investidura de los dioses, llamada en chino Fengshen Yanyi (en chino tradicional, 封神演義; en chino simplificado, 封神演义; pinyin, fēngshén yǎnyì), también conocida como Fengshen Bang (en chino tradicional, 封神榜; en chino simplificado, 封神榜; pinyin, fēngshén bǎng), es una de las grandes novelas chinas escritas en la Dinastía Ming. 
La historia trata de la caída de la Dinastía Shang y la llegada al poder de la Dinastía Zhou, intercalando numerosos elementos de mitología china, incluidos los dioses y diosas, Los ocho inmortales, y espíritus. Es, en cierta medida, representación y descripción de la vida en China en el momento, donde la religión desempeña un papel importante en la vida cotidiana. La autoría de Fengshen Yanyi se atribuye a Xu Zhonglin (許仲琳; 许仲琳) o Lu Xixing (陸西星; 陆西星).

## Argumento
Esta novela épica es un fantástico recuento del derrocamiento del gobernante sin escrúpulos y sin piedad Di Xin (también conocido como Zhòu) de la dinastía Shang por el Rey Wu de Zhou, hijo del Rey Wen. La historia integra cuentos orales y escritos de los muchos héroes Taoístas e inmortales, y diversos espíritus (por lo general, representada en forma de avatar como zorros, gallos, e incluso objetos inanimados como una Pipa de Jade) que participan en la lucha. Encantado por su concubina Daji, que es en realidad una espíritu zorro disfrazada, Di Xin asesina ministros leales con penas draconianas como la incineración en un pilar de latón al rojo vivo o ser alimentados a un pozo de serpientes. Incluso intenta matar a sus propios hijos. Después de la caída de la Dinastía Shang y exorcismo de Daji por Jiang Ziya, el rey de Wu Zhou construye su propia dinastía, la creación del sistema feudal Zhou. Los héroes muertos, hasta los del lado "enemigo", son dotados de rango celestial, que responde esencialmente a ser elevados a la posición de los dioses, de ahí el título.

## En la cultura moderna

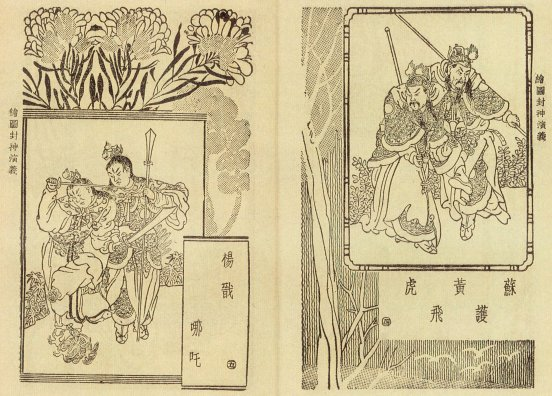
Ilustraciones de Fengshen Yanyi. Izquierda: Yang Jian y Nezha; Derecha: Su Hu y Huang Feihu.

La Crónica de la Investidura de los Dioses ha mantenido una fuerte presencia en la cultura moderna china. También se ha adaptado en la cultura popular japonesa, aunque casi siempre en forma muy modificadas, a veces dejando casi ningún rastro del original. Ha sido objeto de numerosas series de televisión, cine y videojuegos, siendo su adaptación más famosa las películas chinas Ne Zha y Ne Zha 2, siendo su secuela una de las películas con mayor recaudación en taquilla de todos los tiempos. También se encuentran algunas adaptaciones recién traducidas para el mercado occidental, como Battle Houshin (hōshin es la lectura japonés de Fengshen) y Fengshen Yanyi: Legends of Gods and Heroes. También se ha adaptado sustancialmente para el manga Hōshin Engi. Fengshen Bang (封神榜) es también el nombre de una serie de televisión china basado en Fengshen Yanyi, protagonizada por Fan Bingbing como Daji, Ma Jingtao como Rey Zhou de Shang. También existe una representación en un juego MMORPG, War of Legends, publicado por Jagex. 

## Crítica
La novela ahora se considera una de las obras más destacadas de la literatura china, sin embargo, no siempre fue apreciada como tal. En comparación con otras novelas chinas del pasado, Lu Xun comentó en su libro de 1930 Una breve historia de la ficción china que Fengshen Yanyi "carece del realismo de Bandidos del pantano y del brillo imaginativo de Viaje al Oeste".